# Evangelische Gesellschaft Stuttgart
Die Evangelische Gesellschaft Stuttgart (eva) ist eine Einrichtung der Diakonie in Deutschland, die eine Vielzahl an sozialen Aufgaben wahrnimmt. In etwa 150 Diensten, Beratungsstellen, Wohngruppen und Heimen kümmern sich heute über 1.300 hauptamtliche Mitarbeitende um Menschen in Not. Dabei werden sie von fast 1.100 ehrenamtlich tätigen Frauen und Männern sowie von Freiwilligendienstleistenden unterstützt.

## Geschichte
Im Jahr 1830 gründeten Esslinger Bürger auf Vorschlag des Vikars Christoph Ulrich Hahn eine „Gesellschaft zur Ausbreitung kleiner religiöser Schriften“, die nach zwei Jahren bereits 39.000 und nach zwanzig Jahren rund zwei Millionen Schriften verteilt hatte. Die Verbreitung von Bibeln und evangelischer Erbauungsliteratur war anfangs, dem Geist der Zeit folgend, die zentrale Aufgabe der jungen Gesellschaft. Die Gründer gaben bald auch das Wochenblatt Altes und Neues aus dem Reiche Gottes heraus, betrieben eine Leihbibliothek und kümmerten sich um die Weitergabe von Spenden an Bedürftige.
Im Jahr 1835 siedelte die Gesellschaft nach Stuttgart um.

### Vom Traktatverein zur Inneren Mission
Eine neue Richtung erhielt die Evangelische Gesellschaft, als Johann Heinrich Wichern 1848 auf dem Wittenberger Kirchentag den Anstoß zur Inneren Mission gab und im Jahr darauf seine Ideen in Stuttgart vorstellte. Die Evangelische Gesellschaft richtete einen Besuchsdienst bei den Armen der Stadt ein, woraus die Stadtmission entstand. Stadtmissionare kümmerten sich um Strafgefangene und die stetig wachsende Zahl der Industriearbeiterinnen und -arbeiter. Sie führten seelsorgliche Gespräche und leisteten praktische Hilfe. Treibende Kraft dieser Jahre war der Apotheker Gottlieb Scholl, der seit 1849 im Vorstand der Gesellschaft tätig war.
1858 erwarb die Gesellschaft ihre erste Immobilie und errichtete einen Saal für Vorträge und Erbauungsveranstaltungen. 1874 gründete sie eine Buchhandlung und einen Verlag. Im Jubiläumsjahr 1880 standen elf Kolporteure (also Verteiler religiöser Schriften), drei Stadtmissionare, ein Sekretär, ein Geschäftsführer und Kassierer sowie drei Büroangestellte in Diensten der Evangelischen Gesellschaft. 1903 eröffnete sie ihr erstes Wohnheim für Mädchen, das Charlottenheim. Im Jahr 1905 erschien erstmals das Evangelische Gemeindeblatt für Stuttgart, heute das Evangelische Gemeindeblatt für Württemberg.
Die Not der Kriegsjahre 1914 bis 1918 stellte die Stadtmission vor neue Aufgaben. Im Jahr 1926 eröffnete die Evangelische Gesellschaft ein Übergangswohnheim für Mädchen, den Margaretenhort. Drei Jahre später kam das Burg Reichenberg bei Oppenweiler als Auffangstelle für Prostituierte hinzu. 1932 wurde die Mitternachtsmission Anlaufpunkt im Stuttgarter Rotlichtviertel.
Den Regierungsantritt der Nationalsozialisten registrierte man in der Evangelischen Gesellschaft zunächst hoffnungsvoll, dies jedoch nur kurze Zeit. Bereits im Sommer 1933 wurden Seelsorgebesuche in den Gefängnissen untersagt, die Kolporteure erhielten keine Gewerbebescheinigung mehr, die Stadtmission wurde als reichsfeindliche Organisation eingestuft. Während des Kirchenkampfes veröffentlichte der Verlag die Bekenntnispredigten von Bischof Theophil Wurm. 1939 wurde die 1930 erstmals erschienene Spenderzeitschrift Schatten und Licht verboten. Auch der Vertrieb des Gemeindeblattes wurde zunehmend eingeschränkt, 1941 musste das Erscheinen ganz eingestellt werden. Durch die Bombardierungen verlor die Gesellschaft alle Heime und Häuser.

### Neuanfang nach dem Zweiten Weltkrieg
Nach dem Ende des Krieges stellte sich der Evangelischen Gesellschaft eine Vielzahl neuer Aufgaben. Sie betrieb nun eine Hilfsstelle für Rasseverfolgte und eine Stadtmission für Obdachlose, Durchreisende, Flüchtlinge und Heimkehrer. Nachdem zunächst  Luftschutzbunker zu Männerwohnheimen umfunktioniert wurden, begann der Wiederaufbau der zerstörten Häuser und Heime. Zu nennen ist insbesondere das 1966 fertiggestellte Männerwohnheim in Stuttgart-Rot, das heute in Anlehnung an den damaligen Leiter der Stadtmission Immanuel-Grözinger-Haus heißt. Mit 154 Zimmern auf dreizehn Stockwerken machte es Bunkerunterkünfte in Stuttgart weitgehend überflüssig.
Die Entwicklung der nächsten Jahre verlief rasant: „Wir können nicht bestimmen, was wir tun wollen. Die Arbeit wird uns vorgelegt“, heißt es im Jahresbericht 1956/57. Auch konzeptionell wurden neue Wege beschritten. Pfarrer Otto Kehr, der Gesamtleiter von 1959 bis 1981, schrieb: „Mit dem Ende der 50er und dem Beginn der 60er Jahre setzte ein tiefer Wandel der Gestaltung von Sozialhilfe und Diakonie ein.“ Die Betreuungsdiakonie der „drei S“ (Seife, Suppe, Seelenheil) wurde in eine Befähigungsdiakonie überführt, die sich bis heute am Grundsatz „Hilfe zur Selbsthilfe“ orientiert. Beratung und Begleitung rückten in dieser Zeit in den Mittelpunkt diakonischer Arbeit.

### Entwicklung bis heute
In der Folge machte sich die Evangelische Gesellschaft mit einer Vielzahl an innovativen Projekten einen Namen. 1956 nahm der Ausländerdienst seine Arbeit auf. Seit Mai 1960 bietet die Telefonseelsorge Menschen Beistand und Beratung. 1970 entstand die bundesweit erste Gesellschaft für Mobile Jugendarbeit. Im Jahr 1975 folgte die bundesweit erste Jugendtagesgruppe im Flattichhaus (benannt nach dem Pfarrer und Erzieher Johann Friedrich Flattich). In dieser Einrichtung wurden ab 1998 erstmals die Hilfen zur Erziehung erprobt, die heute Standard in der Stuttgarter Jugendhilfe sind.
1977 eröffnete die Evangelische Gesellschaft die erste Schwangerschaftsberatung der Diakonie in Württemberg, 1978 gründete sie gemeinsam mit dem Diakonischen Werk Württemberg den Arbeitshilfeträger Neue Arbeit. 1981 starteten die Dienste für seelische Gesundheit, 1986 wurde als weiterer Meilenstein die bundesweit erste Aidsberatung in diakonischer Trägerschaft eingerichtet. 1987 gründete die Evangelische Gesellschaft gemeinsam mit der Stadt Stuttgart und dem Caritasverband für Stuttgart die Zentrale Schuldnerberatung. Danach folgten 1989 die Alzheimerberatung und 1994 der Schlupfwinkel für Straßenkinder. 1999 startete die Evangelische Gesellschaft das Bundesmodellprojekt „Vierte Lebensphase“.
2001 eröffnete sie das Gradmann Haus als bundesweit erstes Zentrum für Demenzerkrankte. Im Jahr 2006 übernahm sie die Trägerschaft des Rehabilitationszentrums Rudolf-Sophien-Stift samt Klinik. 2007 wurde in Buchen das Demenzzentrum Helmuth-Galda-Haus eröffnet. Im Juli 2022 wurde der Seniorendienst in Buchen an die Johannes-Diakonie Mosbach übergeben. Zwischen den Jahren 1998 und 2003 initiierte die Evangelische Gesellschaft zudem verschiedene Beratungsprojekte für junge Menschen ohne Arbeit. Seit 2007 unterstützt die Beratungsstelle Yasemin junge Frauen, die von Zwangsheirat und Gewalt im Namen der „Ehre“ bedroht sind. Im Januar 2010 übernahm die Evangelische Gesellschaft die Evangelischen Jugendheime Heidenheim als neue Tochtergesellschaft. Im gleichen Jahr eröffnete sie gemeinsam mit der Baden-Württembergischen Kommende des Johanniterordens das Haus der Lebenschance, in dem junge Erwachsene ihren Hauptschulabschluss nachholen können. Mit der eva Kinderbetreuung „eva:lino“ gründete die Evangelische Gesellschaft Ende 2011 eine weitere Tochter. Sie betreibt an mehreren Standorten in Stuttgart Kindertagesstätten, die eine flexible, integrative und betriebsnahe Ganztagsbetreuung bieten. 2015 wurde das Familienzentrum in Weinstadt eröffnet, in dem Menschen weitergebildet, beraten und begleitet werden. Seit dem gleichen Jahr geht die mobile Kindersozialarbeit auf Kinder zu, die im Stadtteil auffällig werden. Seit 2018 unterstützt die Mobile Jugendarbeit (MJA) in der Innenstadt von Stuttgart junge Menschen mit einem bundesweit einzigartigen Konzept, bei dem die Mitarbeitenden der MJA und der Stadtbibliothek partnerschaftlich zusammenarbeiten.

## Organisation
Die Evangelische Gesellschaft Stuttgart e.V. gliedert sich in einen gemeinnützigen Verein, die eva Evangelische Gesellschaft Stuttgart e.V., und seine Tochtergesellschaften: Die eva Heidenheim gGmbH, die eva: Kinderbetreuung gGmbH, die eva: IT-Services GmbH, die Rehabilitationszentrum Rudolf-Sophien-Stift gGmbH, die Sozialunternehmen Neue Arbeit gGmbH sowie die youcare gGmbH.
Dem dreiköpfigen Vorstand der Evangelischen Gesellschaft gehören an: Der Vorstandsvorsitzende Pfarrer Klaus Käpplinger, der stellvertretende Vorstandsvorsitzende Jürgen Armbruster sowie Helmut Bühler. Daneben gibt es einen Aufsichtsrat, der den Vorstand berät und überwacht, den Wirtschaftsprüfer wählt und den Jahresabschluss feststellt. Der Aufsichtsratsvorsitzende beruft außerdem die Mitgliederversammlung ein und leitet sie. Die Mitglieder des Aufsichtsrats nehmen ihr Amt ehrenamtlich wahr.

## Leitbild
Die Evangelische Gesellschaft hat für ihre Arbeit ein Leitbild entwickelt, das am 5. Dezember 2017 vom eva-Aufsichtsrat verabschiedet wurde. Darin steht unter anderem, „dass jeder Mensch eine von Gott geschaffene, einzigartige und geliebte Persönlichkeit ist“, dass „jeder Mensch das Recht auf Teilhabe am gesellschaftlichen Leben, auf Individualität und Freiheit, auf Selbstbestimmung und Selbstverantwortung hat“ und dass jeder das Recht hat, „seine Persönlichkeit in Achtung vor sich und den anderen zu entwickeln“.
Grundthesen und Ziele der diakonischen Arbeit sind auf Basis dieses Menschenbilds:
- Menschen ein Leben in Würde ermöglichen
- die Not von Menschen lindern
- Ursachen von Not benennen und – wenn möglich – beheben
- den Glauben in Wort und Tat stärken
- soziale Verantwortung wecken und fördern
- Freunde und Förderer für die diakonische Arbeit gewinnen

## Zielgruppen und Zahlen
Zur Evangelischen Gesellschaft gehören heute rund 150 Dienste, Beratungsstellen, Wohngruppen und Heime, die Menschen in allen Lebensphasen unterstützen. Diese Menschen sind arm, psychisch krank oder schwerbehindert, suchtkrank oder schwanger, auf der Flucht, überschuldet, in Haft, arbeitslos oder HIV-infiziert. Zu den Schwerpunkten der Arbeit gehören: Schwangerenberatung, Unterstützung und Begleitung von Paaren und jungen Familien, Begleitung von Kindern und Jugendlichen, Erziehungshilfen, Suchtberatung, Wohnungsnotfallhilfe, Angebote für psychisch kranke sowie für schwerbehinderte Menschen, Schuldnerberatung, betreutes Wohnen, Hilfen für Migranten, ambulante Pflegedienste und seelsorgliche Angebote.
Im Jahr 2021 wurden nach Angaben der Evangelischen Gesellschaft über 41.200 Menschen aller Altersstufen von Mitarbeitenden erreicht. Fast 23.700 Kinder, Jugendliche und Erwachsene wurden 2021 ambulant beraten, betreut oder gepflegt. Weit mehr als 2.200haben 2021 in Heimen oder Wohngruppen der Evangelischen Gesellschaft gelebt. Fast 15.300 Menschen haben im gleichen Jahr an Info-, Bildungs- oder Präventionsveranstaltungen teilgenommen. Gleichzeitig wurden von den verschiedenen eva-Diensten über 41.400 Essen an arme Menschen ausgegeben.